# 非求核塩基
非求核塩基（ひきゅうかくえんき、英: non-nucleophilic base）とは、塩基性は強いが求核性は弱い有機塩基のことである。熱力学支配の反応では電子供与体分子は求核剤として作用し、速度論的支配の反応では電子供与体はプロトンを除去する。以上の理由のためこれらの塩基は速度論的脱プロトン化に関係していると言われる。

## 主な非求核塩基
弱塩基（共役酸のpKaが10-13周辺）
- トリエチルアミン
- N,N-ジイソプロピルエチルアミン
- ジアザビシクロウンデセン

強塩基（共役酸のpKaが17周辺）
- ナトリウム tert-ブトキシド
- カリウム tert-ブトキシド

超塩基（共役酸のpKaが35-40周辺）
- リチウムジイソプロピルアミド(LDA)
- ケイ素-塩基性アミン。ナトリウムビス(トリメチルシリル)アミドおよびカリウムビス(トリメチルシリル)アミド。
- リチウムテトラメチルピペリジン

## 反応機構
リチウムジイソプロピルアミドのようなかさ高い塩基を用いると脱プロトン化が起こりエステルからエノラートが得られる。クライゼン縮合では生成したエノラートが別のエステルのカルボニル炭素を攻撃し、最終的にβ-ケトエステルが生成する。